# Jordbro Tändsticksfabrik
Jordbro Tändsticksfabrik var en tändsticksfabrik i Jönköping, som var i drift 1922–1933. Fabriken låg i det nutida Skeppsbron vid södra stranden av Munksjön. 
År 1922 bildades Jordbro AB för att driva en golvfabrik, som gått i konkurs, men ändrade produktionen till tändstickor 1924 som systerföretag till Figeholms Tändsticksfabrik under Tändsticks AB Scandinavia.
Bolaget lade ned tillverkningen 1930 och gick i konkurs 1933.